# Jan-Henk Gerritse
Jan-Henk Gerritse is een personage uit de Nederlandse soapserie Goede tijden, slechte tijden. De rol werd van januari tot december 1992 gespeeld door acteur Joop Wittermans. Wittermans speelde na zijn vertrek uit Goede tijden, slechte tijden nog in series als Vrouwenvleugel en Spoorloos verdwenen.

## Levensverhaal
Jan Henk woont samen met zijn jongere zusje Trix Gerritse. De twee hebben financiële problemen gekend en een tragisch sterfgeval mee gemaakt. Jan Henk en zijn zus hebben alleen elkaar nog en hebben mede hierdoor een sterke band. Jan Henk staat altijd klaar voor zijn zusje, maar ook voor de medemens.
Peter Kelder is gestopt met zijn werk in de vissersloods en gaat aan de slag in de bouw. Op de bouwplaats ontmoet hij Jan-Henk, een negatieve man met het hart op de goede plaats. Peter ontdekt al snel dat Jan-Henk rugklachten heeft. Jan-Henk vertelt dat het door het zware werk komt. Hij kan alleen niet stoppen met werken, omdat hij het inkomen hard nodig heeft. Tijdens een ongeval op de bouw beseft Peter dat het zo niet langer kan. Hij haalt Jan-Henk over om samen een bouwbedrijfje op te starten. Jan-Henk gaat hier uiteindelijk mee akkoord. Ze noemen het Gerritse|Kelder. De samenwerking verloopt goed tussen de twee, maar het is moeilijk om opdrachten te vinden. Toch kunnen ze hun bedrijfje lang draaiende houden.
Via Simon Dekker komt Jan-Henk in contact met Henny. Henny wordt lastiggevallen door haar ex-man Brian, die contact zoekt met zijn zoon Melvin Lewis. Melvin wordt op school gepest vanwege zijn huidskleur. Ook op school gaat het niet lekker. Henny ontdekt dat hij dyslectisch is. Jan-Henk helpt hem met zijn schoolwerk en krijgt een goede band met hem. Melvin is niet de enige die Jan-Henk door een moeilijke periode helpt. Via zijn zus Trix komt hij in contact met Karin Alberts. Karin heeft een moeizaam huwelijk met haar man Jef, die alleen maar aan zijn eigen carrière denkt. Als Jef hogerop komt door zijn eigen vrouw te ontslaan, is voor Karin de maat vol. Jan-Henk is op dat moment de studeerkamer van Jef aan het opknappen. Er ontstaat een heftige affaire tussen Karin en Jan-Henk. Karin voelt zich eerst niet schuldig over haar affaire, maar dat verandert na een tijdje. Haar dochter Dian betrapt hun bijna tijdens een ontmoeting in het park. Als ook Peter hun verhouding ontdekt, weet Karin dat ze ermee moet stoppen. Karin biecht haar affaire aan Jef op. Ze krijgt een andere reactie dan ze had verwacht. Karin heeft er genoeg van en verlaat Meerdijk. Niet veel later scheidt ze van Jef.
Henny leeft in angst omdat Brian contact heeft gezocht met Melvin. Melvin ziet zijn vader wel zitten en wil contact met hem hebben. Henny probeert Melvin te waarschuwen voor het gedrag van Brian, maar hij negeert dat. Jan-Henk biedt Henny veel steun. Als Melvin het ware gezicht van Brian ontdekt, ziet Henny nog maar één oplossing. Ze vertrekt samen met Melvin zonder iets te zeggen. Jan-Henk geeft weinig rust om over Henny en Melvin te treuren. Hij maakt zich zorgen om zijn zus, die een relatie is begonnen met Frits van Houten. Jan-Henk heeft van meerdere mensen gehoord hoe Frits te werk gaat. Als Jan-Henk denkt dat het goed tussen de twee gaat, besluit hij zich erbij neer te leggen.
Jan-Henk kan niet tegen onrecht. Als zijn zus zwanger raakt van Frits, ontstaan er problemen. Frits erkent zijn baby niet en eist een abortus. Trix houdt de baby, maar is intens verdrietig. Ze doet zelfs een zelfmoordpoging. Voor Jan-Henk is het genoeg. Hij heeft veel te lang aan de zijlijn gestaan. Frits wordt door hem in elkaar geslagen. Jan-Henk wil wraak nemen op Frits. Hij begint nog een tijdje iets met Suzanne Balk. Jan-Henk is erg onzeker, net als Suzanne. Suzanne is onzeker over haar verleden als escortgirl. Uiteindelijk neemt Suzanne het besluit ermee te stoppen, omdat ze voor zaken Meerdijk verlaat. Jan-Henk kan Frits niet meer verdragen. Rien Hogendoorn komt op dat moment uit de gevangenis en logeert bij Frits. Nadat Rien vermoord is, besluiten Jan-Henk en Trix met de baby te vluchten naar het buitenland. Nadat Jef een telegram gestuurd heeft naar Jan-Henk keert hij voor even terug. Jan-Henk vertelt wie er verantwoordelijk is voor de dood van Rien. Niet veel later wordt Trix vermoord in het buitenland. Jan-Henk wordt gearresteerd op het vliegveld in Australië, nadat hij ontdekte dat Trix spoorloos was.